# Iwanowka (Baschkortostan, Karmaskalinski)
Iwanowka (russisch Ивановка; baschkirisch Ивановка) ist eine Derewnja (Dorf) in der russischen Republik Baschkortostan. Der Ort gehört zur Landgemeinde Karlamanski selsowet im Karmaskalinski rajon. Er wird überwiegend von Russen bewohnt.

## Geographie
Iwanowka befindet sich sechs Kilometer südöstlich vom Rajonzentrum Karmaskaly. Der Gemeindesitz Ulukulewo liegt zehn Kilometer nordöstlich. Dort befindet sich auch die Bahnstation Karlaman an der Strecke von Ufa nach Orenburg.

### Bevölkerungsentwicklung
| Jahr | Einwohner |
| ---- | --------- |
| 1968 | 221       |
| 2002 | 23        |
| 2010 | 25        |

Anmerkung: Volkszählungsdaten, 1968: Fortschreibung